# 地中空間開発
地中空間開発株式会社（ちちゅうくうかんかいはつ、英:  Underground Infrastructure Technologies Corporation ）は、トンネル掘削機事業（シールドマシン、トンネルボーリングマシン）、および⼟⽊機械等の部品の設計、開発、修理ならびに販売をおこなう企業である。
本社を大阪府大阪市北区堂島1丁目に置く。

## 概要
- 川崎重工業と日立造船のトンネル掘削機事業を統合、分社化する形で2021年10月1日付で営業を開始した。川崎重工グループとカナデビアグループに属する。
- 製作実績は2,700基、うち海外向けは258基（2021年10月現在）

## 沿革

### 川崎重工業
- 1957年（昭和32年）- Φ11.6mルーフシールド納入（日本で初めて地下鉄トンネル工事で採用）。
- 1988年（昭和63年）- ドーバー海峡トンネル向けΦ8.78mシールド形TBM掘進開始。

### 日立造船
- 1967年（昭和42年）- Φ2.7m手彫りーシールド製造。
- 2005年（平成17年）- ボスポラス海峡鉄道トンネル向けΦ7.85m岩盤泥水式シールド掘進機納入。
- 2011年（平成23年）- アメリカ・シアトルのSR99道路トンネル向けΦ17.45m泥土圧シールド納入（当時世界最大級）。

### 地中空間開発
- 2021年（令和3年）
  - 1月 - 川崎重工と日立造船（現・カナデビア）は、シールドマシン事業の統合に向け基本合意。
  - 5月 - 共同新設分割（簡易分割）で新会社を設立することを決め、準備会社として「川重日立造船シールド準備株式会社」を設立。分割の効力発生日は10月1日付け。これと同時に商号を「地中空間開発株式会社」とすると発表した。
  - 10月 - 地中空間開発株式会社として営業開始[3]。

## 事業所
- 本社 - 大阪市北区堂島1丁目5-30　堂島プラザビル3F
- 東京事務所 - 東京都港区芝浦3丁目9-1　芝浦ルネサイトタワー8F
- 協力工場
  - カナデビア堺工場 - 大阪府堺市西区築港新町1-5-1
  - カナデビア有明工場 - 熊本県玉名郡長洲町大字有明1
  - 川崎重工業播磨工場 - 兵庫県加古郡播磨町新島8